# Charles Reisner
Charles Reisner  (n. 14 martie 1887, Minneapolis, Minnesota, SUA – d. 24 septembrie 1962, La Jolla, California, SUA) a fost un regizor american și un actor în anii 1920 și anii 1930. 

## Biografie
American de origine germană, a regizat peste 60 de filme în 1920-1950 și a jucat ca actor în peste 20 de filme între 1916-1929. A interpretat alături de Charlie Chaplin în A Dog's Life din 1918 și în The Kid din 1921.
L-a regizat pe Buster Keaton în Steamboat Bill, Jr. (1928). De la sfârșitul anilor 1920, până în anii 1940, Reisner a fost sub contract cu Metro-Goldwyn-Mayer. În 1930, a regizat  Chasing Rainbows, un musical în care au jucat vedetele  Bessie Love și Charles King. A regizat The Big Store (1941), ultimul film al Fraților Marx pentru MGM.
Reisner a murit de infarct miocardic în La Jolla, California în 1962, la 75 de ani.

## Filmografie

### Ca actor
- A Dog's Life (1918)
- The Kid (1921) (a jucat rolul bătăușului din alee)
- The Pilgrim (1923)
- Her Temporary Husband (1923)
- Breaking Into Society (1923)
- A Self-Made Failure (1924)

### Ca regizor
- A Champion Loser (1920)
- The Man on the Box (1925)
- The Better 'Ole (1926)
- Steamboat Bill, Jr. (1928)
- Brotherly Love (1928)
- China Bound (1929)
- The Hollywood Revue of 1929 (1929)
- Chasing Rainbows (1930)
- The March of Time (1930)
- Reducing (1931)
- Stepping Out (1931)
- Politics (1931)
- Flying High (1931)
- You Can't Buy Everything (1934)
- The Winning Ticket (1935)
- Everybody Dance (1936)
- Manhattan Merry-Go-Round (1937)
- The Big Store (1941)
- Lost in a Harem (1944)
- The Traveling Saleswoman (1950)